# Hilary Koprowski
Hilary Koprowski (5. prosince 1916 Varšava – 11. dubna 2013 Filadelfie) byl polský lékař, virolog a imunolog, od roku 1944 aktivní ve Spojených státech; člen Polské akademie věd, profesor na univerzitě Thomase Jeffersona ve Filadelfii. Hilary Koprowski je tvůrce světově první vakcíny proti dětské obrně, příčiny nemoci Heine-Mediny. Od července 1938 manžel Ireny Koprowské, cytoložky a lékařky, se kterou měl dva syny Clauda a Christophera.

## Život
Narodil se do rodiny s židovskými kořeny. Vyrůstal ve Varšavě, kde vystudoval střední školu a později studoval medicínu na Varšavské univerzitě. Studoval také na hudební konzervatoři ve Varšavě. V roce 1939, po německé invazi do Polska, Koprowski a jeho manželka z Polska uprchli, s pomocí rodinné firmy v Manchesteru, do Anglie. Koprowski poté odešel do Říma, kde strávil rok studiem hry na klavír na konzervatoři Santa Cecilia, zatímco jeho manżelka Irena odešla do Francie, kde porodila jejich první dítě, Clauda Koprowskiho, a pracovala jako lékařka v psychiatrické léčebně.
Vzhledem k invazi do Francie v roce 1940 Irena i s dítětem utekli z Francie přes Španělsko a Portugalsko do Brazílie. Tam nakonec odjel i Koprowski, který v Rio de Janeiru začal pracovat pro Rockefellerovu nadaci. Od roku 1944 celá rodina žila v USA.
V průběhu výzkumu viru dětské obrny, po mnoha pokusech, našel Koprowski zvíře, které ve volné přírodě není napadeno, a ze kterého pochází oslabený virus (byla to krysa). Koprowski odebíral z infikovaných krys části mozku a dával následně injekce s oslabeným virem dalším krysám. Poté, co několik takových případů léčby bylo úspěšných, vytvořil vakcínu i pro člověka.
Poprvé byla Koprowského vakcína u lidí použita 27. února 1950, první hromadné očkování začalo v roce 1958 v Kongu. Díky pohodlné, ústní formě podání, bylo během pouhých šesti týdnů očkováno více než 250 000 dětí a batolat. Na podzim roku 1959 z iniciativy tehdejšího ředitele Národního ústavu hygieny ve Varšavě, profesora Felikse Przesmyckého, začalo masové očkování i v Koprowského rodném Polsku. Roku 1951 totiž v Polsku došlo k epidemii dětské obrny. Ročně zpočátku onemovnělo 2-3 tisíce dětí, v roce 1958 již 6 tisíc.
Koprowski díky svému vlivu získal od farmaceutické společnosti Wyeth devět milionů dávek k volnému užití. Byly použity v průběhu osmi měsíců. Účinek byl okamžitý, počet případů dramaticky poklesl. Zatímco v roce 1959 bylo ještě více než tisíc případů, v roce 1963 jen třicet nových případů. Počet úmrtí klesl ze stovek ročně na dvě úmrtí.
Hilary Koprowski publikoval více než 850 vědeckých článků a mnoho let řídil Wistarův institut ve Filadelfii. Navzdory stáří až do smrti byl ředitelem Ústavu rozšířené biotechnologie a molekulární medicíny a centra neurovirusologii na Universitě Thomase Jeffersona ve Filadelfii. Založil nadaci Koprowskich, navrženou tak, aby v první řadě podpořil rozvoj vědy v Polsku a vědeckou polsko-americkou spolupráci.
Koprowski byl také autorem hudebních skladeb.